# Flattnitz (Ortschaft)
Flattnitz, im 19. Jahrhundert auch Fladnitz, ist eine Ortschaft in der Gemeinde Glödnitz im Bezirk Sankt Veit an der Glan in Kärnten. Die Ortschaft hat 92 Einwohner (Stand 1. Jänner 2025). Teile des Orts wurden früher als Ortschaft Flattnitz in der Gemeinde Metnitz geführt.

## Lage
Die Ortschaft liegt im Norden der Katastralgemeinde Glödnitz und umfasst den gesamten Glödnitzer Anteil des Siedlungsraums auf der Flattnitz, der Höhe in den Gurktaler Alpen, über die ein alter Passübergang zwischen Glödnitz- bzw. Gurktal im Süden und Oberem Murtal im Norden verläuft.

## Geschichte
Bei Gründung der Ortsgemeinden Mitte des 19. Jahrhunderts verlief die Grenze zwischen den Gemeinden Glödnitz und Metnitz noch durch den heutigen Ort, weshalb der Ort lange Zeit in eine Ortschaft Flattnitz in der Gemeinde Glödnitz und in eine Ortschaft Flattnitz (zu der stets auch zumindest Teile der heutigen Ortschaft Felfernigthal gezählt wurden) in der Gemeinde Metnitz geteilt war.
Der Ort wurde Anfang des 20. Jahrhunderts als Luftkurort bezeichnet. Mitunter wird selbst heute noch damit geworben, obwohl der Ort nicht die gesetzlichen Voraussetzungen für eine solche Bezeichnung erfüllt.
In der zweiten Hälfte des 20. Jahrhunderts entstand neben dem kleinen alten Siedlungskern eine weitläufige Siedlung, viele dieser Häuser werden touristisch oder als Zweitwohnsitze genutzt.
Im Zuge der Kärntner Gemeindestrukturreform kam der gesamte heutige Ort Flattnitz zur Anfang 1973 neu gegründeten Gemeinde Weitensfeld-Flattnitz. 1991 wurden zwar die Gemeinden Glödnitz und Deutsch-Griffen wieder aus der Gemeinde Weitensfeld-Flattnitz herausgelöst, dennoch verblieb die Ortschaft Flattnitz zunächst weiter bei der Gemeinde Weitensfeld-Flattnitz. Erst mit 1. Jänner 1994 wurde der Ort Flattnitz (einschließlich jenes Bereichs, der vor  1973 zur Gemeinde Metnitz gehört hatte), damals bestehend aus 71 Häusern mit 8 Einwohnern, von Weitensfeld-Flattnitz an Glödnitz abgetreten. Erst ein Jahr später änderte die Gemeinde Weitensfeld-Flattnitz ihren Namen auf Weitensfeld im Gurktal.

## Bevölkerungsentwicklung
Für den Ort ermittelte man folgende Einwohnerzahlen:
- 1869: 11 Häuser, 20 Einwohner (Gemeinde Glödnitz)[4]
- 1880: 3 Häuser, 25 Einwohner (Gemeinde Glödnitz)[5]
- 1890: 35 Häuser, 31 Einwohner 
  - Gemeinde Glödnitz: 16 Häuser, 25 Einwohner
  - Gemeinde Metnitz: 19 Häuser, 6 Einwohner (davon Flattnitz 2 Häuser, 0 Einwohner; Felfernigtal 17 Häuser, 6 Einwohner)[6]
- 1900: 33 Häuser, 16 Einwohner 
  - Gemeinde Glödnitz: 14 Häuser, 15 Einwohner
  - Gemeinde Metnitz: 19 Häuser, 1 Einwohner; davon Flattnitz 3 Häuser, 0 Einwohner; Felfernigtal 16 Häuser, 1 Einwohner[7]
- 1910: 21 Häuser, 22 Einwohner
  - Gemeinde Glödnitz: 16 Häuser (davon 12 unbewohnte Almhäuser), 11 Einwohner
  - Gemeinde Metnitz: 5 Häuser, 11 Einwohner; davon Flattnitz 1 Haus, 0 Einwohner, 2 Jagdhäuser mit 10 Einwohnern, Felfernigtal 2 Häuser, 1 Einwohner[8]
- 1923: 21 Häuser, 15 Einwohner
  - Gemeinde Glödnitz: 17 Häuser (davon 14 unbewohnte Almhäuser) mit 12 Einwohnern
  - Gemeinde Metnitz: 4 Häuser, 3 Einwohner; davon Flattnitz 1 Haus, 0 Einwohner, 2 Jagdhäuser mit 3 Einwohnern, Felfernigtal 1 Haus, 0 Einwohner[9]
- 1934: 152 Einwohner
  - Gemeinde Glödnitz: 114 Einwohner
  - Gemeinde Metnitz: 38 Einwohner[10]
- 1951: 37 Häuser, 60 Einwohner
  - Gemeinde Glödnitz: 21 Häuser, 33 Einwohner; davon Flattnitz 4 Häuser mit 16 Einwohnern, 17 Almhäuser mit 17 Einwohnern
  - Gemeinde Metnitz: 16 Häuser, 27 Einwohner; davon Flattnitz 2 Häuser mit 15 Einwohnern, 11 Almhäuser mit 5 Einwohnern, 2 Jagdhäuser mit 1 Einwohner, 1 Jagdhaus Felfernigtal mit 6 Einwohnern
- 1961: 40 Häuser, 48 Einwohner
  - Gemeinde Glödnitz: 23 Häuser, 32 Einwohner; davon Dorf Flattnitz 14 Häuser mit 32 Einwohnern; 7 zerstreute Häuser mit 0 Einwohnern, 2 Almhäuser mit 0 Einwohnern
  - Gemeinde Metnitz: 17 Häuser, 16 Einwohner; davon Flattnitz 5 Häuser mit 5 Einwohnern, 11 Almhäuser (nur Löfflhütte und Aicherhütte bewohnt) mit 9 Einwohnern, 1 Jagdhaus Felfernigtal mit 2 Einwohnern[11]
- 1971: 61 Häuser (davon 13 unbewohnte Almhäuser), 34 Einwohner
- 2001: 186 Gebäude (davon 29 mit Hauptwohnsitz) mit 190 Wohnungen; 68 Einwohner und 42 Nebenwohnsitzfälle; 32 Haushalte; 10 Arbeitsstätten, 3 land- und forstwirtschaftliche Betriebe[12]
- 2011: 195 Gebäude, 91 Einwohner, 61 Haushalte, 6 Arbeitsstätten[13]
- 2021: 186 Gebäude, 80 Einwohner, 62 Haushalte, 6 Arbeitsstätten[14]

## Sehenswürdigkeiten

### Kirche
Von der romanischen Kapelle aus der zweiten Hälfte des 12. Jahrhunderts sind nur einige Reste im heutigen Mauerwerk erhalten. Der frühgotische Rundbau wurde um 1330 mit einem Hauptchor, zwei polygonalen Nebenapsiden und einem wehrhaften Sakristeiturm errichtet. Der relativ niedrige, wuchtige Turm mit Pyramidenhelm ist bestimmend für die Außenansicht. Zusammen mit dem ehemaligen Hospizanbau im Westen bildet die Kirche eine malerische Baugruppe. Das ganze Bauensemble ist mit grauen Steinplattln eingedeckt,

### Amtshaus

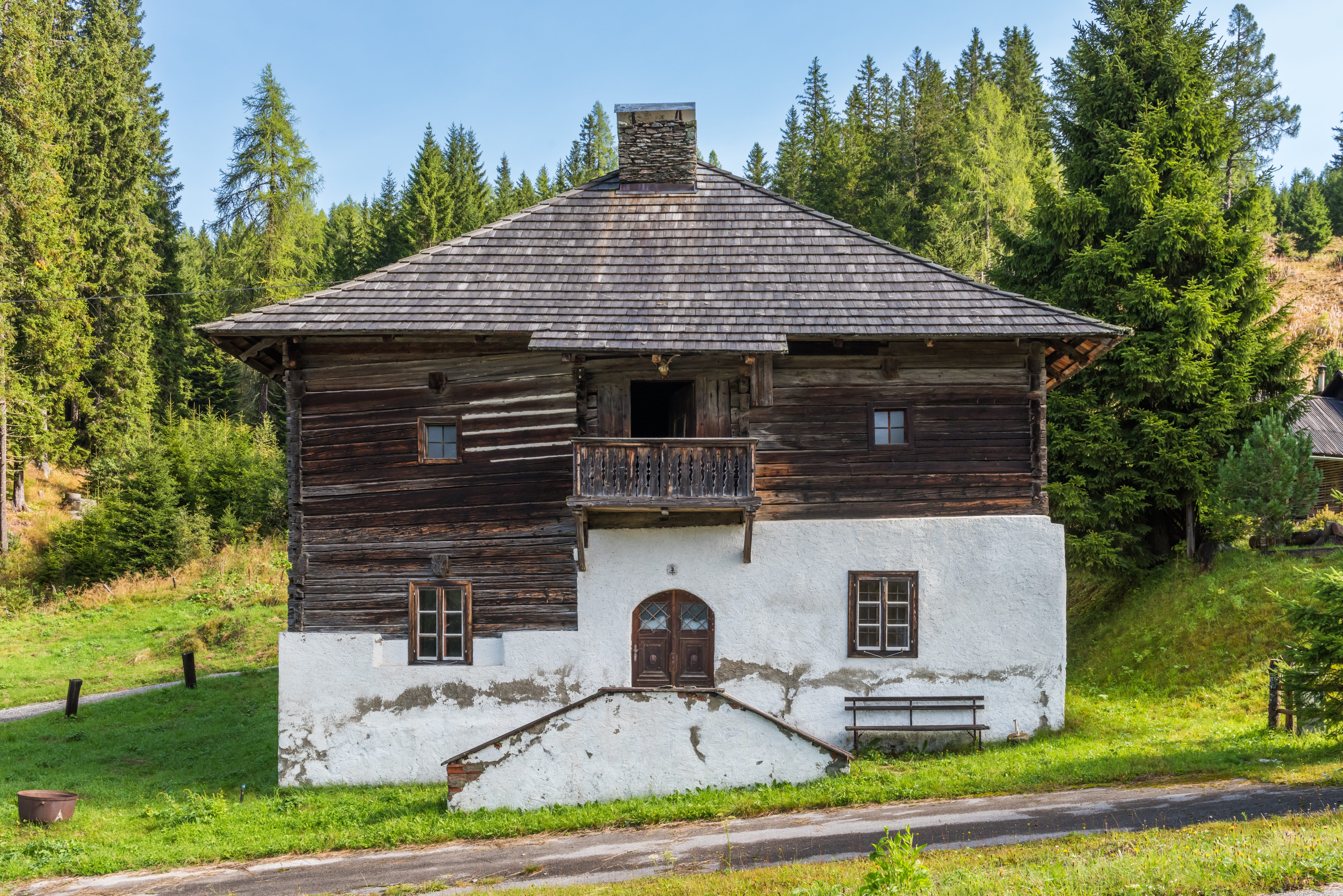
Amtshaus Flattnitz

Das Amts- bzw. Mauthaus befindet sich unweit der Kirche oberhalb der Hauptstraße⊙. Es zählt zu den ältesten Amtshäusern Österreichs und ist wahrscheinlich das älteste Kärntens. Das teils mit Bruchsteinen, teils als Blockbau errichtete Haus besitzt ein mit Holzschindeln gedecktes Vollwalmdach. Das Gebäude steht unter Denkmalschutz.